# Maurice Euzennat
Maurice Euzennat (* 15. November 1926 in Mont-Saint-Aignan; † 25. Juli 2004 in Aix-en-Provence) war ein französischer Althistoriker.

## Leben
Euzennat studierte Geschichte an der École pratique des hautes études, erlangte 1949 das Diplom und 1951 die Lehrberechtigung (Agrégation). Anschließend vertiefte er seine Studien 1951/52 und 1953/54 an der École française de Rome und arbeitete ein Jahr lang als Geschichtslehrer in Meaux. 1955 ging er als Lehrer für vorislamische Geschichte an das Institut des Hautes Études Marocaines in Rabat, wo er später zum Direktor ernannt wurde. Während dieser Zeit beschäftigte er sich intensiv mit den antiken Monumenten der Region und hielt ab 1960 Lehrveranstaltungen an der Universität Rabat ab.
Als Fachmann der historischen nordafrikanischen Topographie und Epigraphik nahm Euzennat ab den 1960er Jahren führende Positionen in der Wissenschaftsorganisation ein. Von 1964 bis 1969 war er Vizedirektor des Zentrums für mediterran-afrikanische Studien des Centre national de la recherche scientifique (CNRS), ab 1965 gleichzeitig Grabungsdirektor der Region Provence-Côte d’Azur-Korsika. 1970 wurde er Gründungsdirektor des Institut d’Archéologie Méditerranéenne (seit 1994 Centre Camille Julian). Von 1977 bis 1995 war er Leiter der Forschungen am CNRS.
Für seine wissenschaftlichen und organisatorischen Leistungen erhielt Euzennat zahlreiche Ehrungen. Er war Offizier der Ehrenlegion, Ritter des Ordre des Palmes Académiques, Mitglied der Académie des Inscriptions et Belles-Lettres (korrespondierendes seit 1965, ordentliches seit 1995) und des Deutschen Archäologischen Instituts.

## Schriften
- mit Jean Marion: Inscriptions antiques du Maroc. 2. Inscriptions latines. Paris 1982
- Le Limes de Tingitane. La frontière méridionale. Paris 1989